# Grotte de Kazumura
Kazumura ou grotte de Kazumura, en anglais Kazumura Cave, est un tunnel de lave des États-Unis situé à Hawaï, sur l'île du même nom, sur le flanc du Kīlauea, au nord-est de son sommet. Avec une longueur de 65,5 kilomètres et un dénivelé de 1 101,5 mètres, il est le tunnel de lave le plus long et le plus profond du monde.

## Géographie

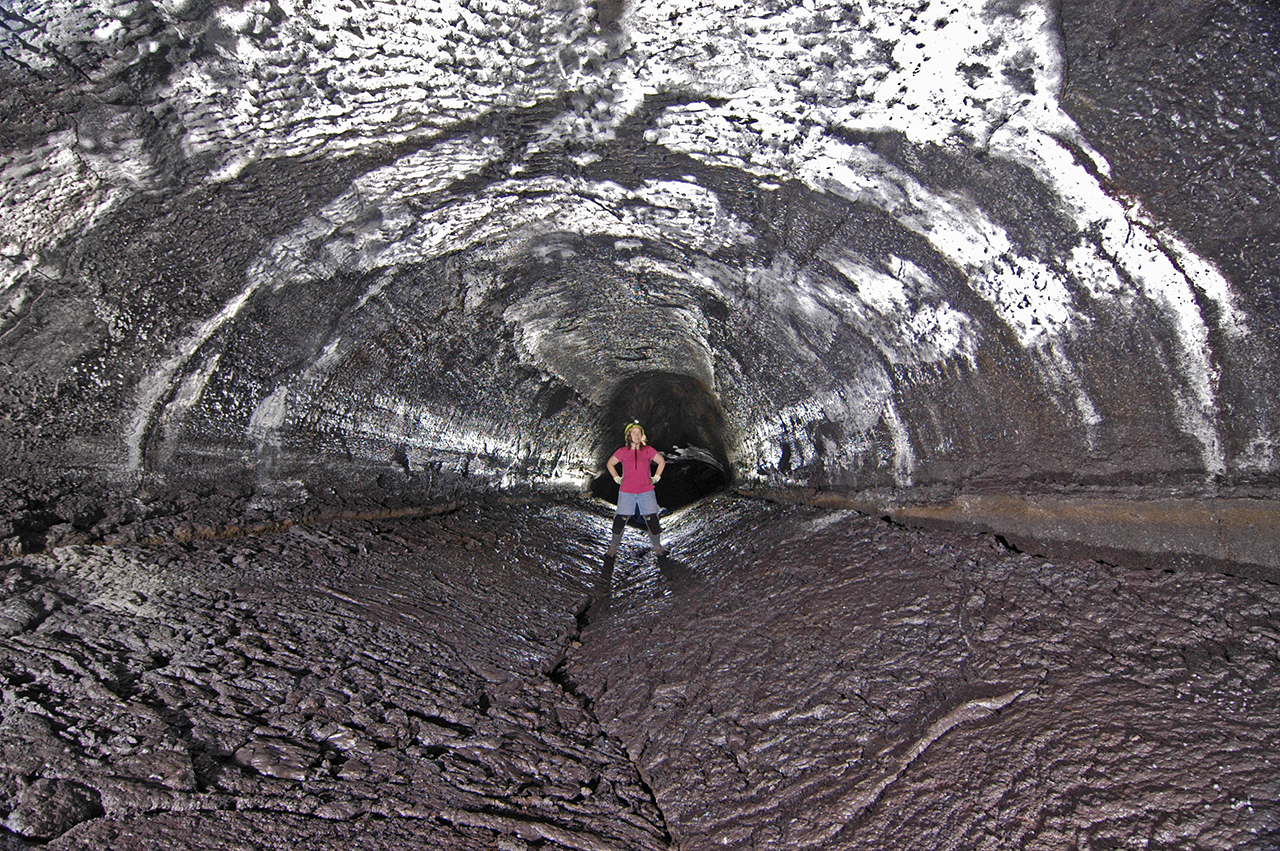
Personne se tenant debout sur un plancher effondré du tunnel de lave.

Kazumura est situé aux États-Unis, dans le Sud-Est de l'archipel, de l'île et de l'État d'Hawaï. Il se trouve sur le flanc oriental du Kīlauea, dans le district de Puna du comté d'Hawaï,. Il débute à quelques kilomètres au nord-est de la caldeira sommitale du volcan. Il se dirige vers l'est-nord-est et dans sa partie basse, dévie vers le nord avant de s'arrêter à quelques kilomètres de l'océan Pacifique. Il comporte plusieurs sections qui portent des noms différents : Olaʻa portion et Sexton's portion en amont, Upper Kazumura et Old Kazumura à mi-hauteur, Lower Kazumura en aval. Sa longueur de 65,5 kilomètres et sa profondeur de 1 101,5 mètres font de lui le tunnel de lave le plus long et le plus profond du monde, la 51e grotte la plus longue du monde, la 23e grotte la plus profonde du monde,,, la septième grotte la plus longue des États-Unis et la grotte la plus profonde des États-Unis.
Il est composé de laves basaltiques tholéiitiques issues des éruptions du Ailaʻau, un cône volcanique anciennement actif et situé à l'est de la caldeira du Kīlauea et du cratère du Kīlauea Iki.

## Histoire
Le tunnel de lave de Kazumura s'est formé entre les XIVe et XVIIe siècles et notamment au XVe siècle. Lorsque de nouvelles espèces d'invertébrés sont découvertes par Francis Howarth au début des années 1970, la communauté spéléologique prend connaissance de l'existence du Kazumura. Le tunnel de lave est ainsi exploré sur 11,7 kilomètres de longueur par une expédition britannique dirigée par Wood en 1981. Ce n'est que dans les années 1990 que la connexion entre les différentes sections du tunnel de lave sont établies,. Leur découverte tardive et un tourisme limité sur une portion de 1 000 à 3 000 mètres de longueur ont permis de préserver les nombreuses formations naturelles présentes dans le tunnel comme des stalactites, cascades, piscines, lames et rubans de lave.